# Гадар Хачикян
Гадар Хачикян е български политик и юрист от арменски произход, народен представител в XXXIX народно събрание.

## Биография
Родена е на 11 май 1977 г. в София. Завършва Класическата гимназия и право в Юридическия факултет на Софийския университет „Св. Климент Охридски“.
На парламентарните избори през 2001 г. Хачикян попада листата на НДСВ в 23-ти софийски район, но не успява да влезе в парламента. След сформирането на правителството на Симеон Сакскобургготски тя е назначена за парламентарен секретар на Министерския съвет. През 2003 г. влиза в Народното събрание на мястото на Петя Гегова, която става заместник-министър на регионалното развитие. От 2005 г. е съдружник в адвокатска кантора.